# ماتیا توردینی
ماتیا توردینی (انگلیسی: Mattia Tordini؛ زادهٔ ۲۲ ژوئن ۲۰۰۲) بازیکن فوتبال اهل ایتالیا است.